# Ю Лу
Ю Лу (кит.: 于渌; нар. 22 серпня 1937, Чженьцзян) — китайський фізик-теоретик, академік Китайської академії наук, в основному займається дослідженнями високотемпературної надпровідності, сильнокорельованих електронних систем, низьковимірних квантових систем тощо.

## Біографія
Ю Лу народився 22 серпня 1937 в місті Чженьцзян. У 1961 році закінчив Харківський державний університет імені О. М. Горького за спеціальністю «Теоретична фізика». У 1990 році він був обраний академіком Всесвітньої академії наук.

## Нагороди
- 1987: Премію Китайської академії наук в галузі науки та техніки;
- 1999: Премія природничих наук Китайської академії наук;
- 2000: Національна премія в галузі природничих наук.[1]